# Літтлтон-Коммон (Массачусетс)
Літтлтон-Коммон (англ. Littleton Common) — переписна місцевість (CDP) в США, в окрузі Міддлсекс штату Массачусетс. Населення — 3065 осіб (2020).

## Географія
Літтлтон-Коммон розташований за координатами 42°32′4″ пн. ш. 71°28′20″ зх. д. / 42.53444° пн. ш. 71.47222° зх. д. (42.534482, -71.472129).  За даними Бюро перепису населення США в 2010 році переписна місцевість мала площу 9,59 км², з яких 9,17 км² — суходіл та 0,42 км² — водойми.

## Демографія
Згідно з переписом 2010 року, у переписній місцевості мешкало 2789 осіб у 1155 домогосподарствах у складі 754 родин. Густота населення становила 291 особа/км².  Було 1229 помешкань (128/км²).
Расовий склад населення:
| - 94,8 % — білих - 2,3 % — азіатів - 0,6 % — чорних або афроамериканців |

До двох чи більше рас належало 2,2 %. Частка іспаномовних становила 1,4 % від усіх жителів.
За віковим діапазоном населення розподілялося таким чином: 22,6 % — особи молодші 18 років, 62,4 % — особи у віці 18—64 років, 15,0 % — особи у віці 65 років та старші. Медіана віку мешканця становила 43,4 року. На 100 осіб жіночої статі у переписній місцевості припадало 90,9 чоловіків;  на 100 жінок у віці від 18 років та старших — 91,4 чоловіків також старших 18 років.
Середній дохід на одне домашнє господарство  становив 101 481 долар США (медіана — 87 891), а середній дохід на одну сім'ю — 114 991 долар (медіана — 110 313). Медіана доходів становила 77 452 долари для чоловіків та 65 679 доларів для жінок. За межею бідності перебувало 8,5 % осіб, у тому числі 9,1 % дітей у віці до 18 років та 4,6 % осіб у віці 65 років та старших.
Цивільне працевлаштоване населення становило 1476 осіб. Основні галузі зайнятості: освіта, охорона здоров'я та соціальна допомога — 19,2 %, науковці, спеціалісти, менеджери — 18,5 %, роздрібна торгівля — 13,8 %, виробництво — 12,1 %.